# José Ramón González
José Ramón González Pérez (Carreira, La Coruña, 20 de mayo de 1968), conocido como José Ramón, es un exfutbolista gallego que jugó en el Deportivo de la Coruña, en la Sociedad Deportiva Compostela y el CD Ourense. Es el hermano mayor de Fran, histórico centrocampista del Deportivo.
Actualmente es entrenador de fútbol.

## Trayectoria como jugador
Su carrera comienza en el Carreira C.F. hasta el año 1986 en el cual pasa al Fabril Deportivo, y posteriormente al Deportivo de La Coruña. Durante la temporada 93-94 sufre una lesión de pubis que le mantiene apartado de los terrenos de juego durante casi toda la temporada. Al año siguiente abandona el equipo tras ganar la Copa del Rey de Fútbol y ficha por la Sociedad Deportiva Compostela donde juega durante tres temporadas. En 1998 regresa al Deportivo, donde apenas juega cinco encuentros en su primera campaña y se queda en blanco en el año del título de Liga. En 2001 se retiró en las filas del CD Ourense.

## Palmarés como jugador
- 1 Copa del Rey (1995)
- 1 Liga (2000)

## Trayectoria como entrenador
Debutó como entrenador en el Atlético Arteixo consiguiendo el ascenso a la Segunda División B
En la temporada 2008/09 logró ascender a la Segunda División B con el Montañeros Club de Fútbol. En la siguiente temporada 2009/10 también lo dirige en Segunda División B, pero en verano de 2010 se produjo una ruptura con los dirigentes al no consensuar las partes una propuesta de renovación.
A mitad de la temporada 2010/11 vuelve a entrenar Montañeros Club de Fútbol, tras la destitución de Abraham García a consecuencia de los malos resultados. Su etapa en el club se prolonga hasta el 30 de enero de 2012, cuando llega a un acuerdo para su rescisión.